# Teulisna basistriga
Teulisna basistriga là một loài bướm đêm thuộc phân họ Arctiinae, họ Erebidae.